# 魏観
魏 観（ぎ かん、生年不詳 - 1374年）は、元末明初の学者・官僚。字は杞山。本貫は鄂州蒲圻県。

## 生涯
元末に蒲山に隠居した。至正24年（1364年）、朱元璋が武昌を下すと、魏観は招聘されて国子助教に任じられた。後に浙江按察司僉事に転じた。至正27年（1367年）、両淮都転運使に転じた。入朝して起居注をつとめた。朱元璋の命を受けて呉琳とともに四方に遺賢を求めた。洪武元年（1368年）、大本堂が建てられると、魏観は太子や諸王に経書を講義した。ほどなく文原吉・詹同・呉輔・趙寿らとともに天下を分行して遺才を訪ね求めるよう命じられ、推挙した人物の多くは任用された。洪武3年（1370年）、太常寺卿に転じ、諸祀典を考訂した。洪武帝（朱元璋）の意にかなって、侍読学士となり、ほどなく祭酒に転じた。翌年、孔子を祀る礼について上奏しなかった罪に問われて、竜南知県に左遷されたが、まもなく呼び戻されて礼部主事となった。洪武5年（1372年）、推薦を受けて蘇州府知府として出向した。前知府の陳寧の統治が過酷で、「陳烙鉄」と呼ばれていた。魏観は陳寧の手法を全て改め、儒教的な教化や風俗の改善を旨とする統治をおこなった。黌舎を建て、周南老・王行・徐用誠を招聘し、教授の貢穎之とともに学儀を定めた。王彜・高啓・張羽に経書や史書を考訂させ、高齢有徳の民である周寿誼・楊茂・林文友を郷に行かせて飲酒の礼をおこなわせた。翌年、四川参知政事に抜擢された。赴任しないうちに、蘇州府の民衆に留任を請願され、蘇州府知府の任にもどされた。
かつて張士誠は蘇州旧治に宮殿を置き、府治を都水行司に移した。洪武7年（1374年）、魏観はその地が低くて狭いことから、府治を旧治に戻した。また蘇州の濠を浚渫し、水利事業を興した。蔡本が魏観は呉国（張士誠）の基を復興しようとしていると誣告した。洪武帝は御史の張度を派遣してその事案を調べさせたが、張度は魏観と仲が悪かったため、告発を真とする報告を上げ、魏観は王彜や高啓とともに処刑された。洪武帝はほどなく事実を察して後悔し、魏観の遺体をその郷里に葬らせた。
著書に『蒲山集』4巻があった。